# Sieglinde (Vorname)
Sieglinde ist ein weiblicher Vorname.

## Herkunft und Bedeutung
Der Name Sieglinde ist aus den germanischen Namenselementen sigi „Sieg“ und linde „sanft, weich, mild“ zusammengesetzt.
In der Nibelungensage ist Sieglinde die Mutter Siegfrieds.

## Verbreitung
In Deutschland wird der Name heutzutage nur noch selten vergeben, von 2010 bis 2023 etwa 70 Mal. Den Namen tragen in der Schweiz 326 Frauen (Stand 2023). In Österreich lag der Name im Jahr 1984 noch auf Rang 194, danach sank seine Popularität stetig. Seit Mitte der 1990er Jahre wird er nur noch selten bei der Namenswahl berücksichtigt.
Sieglinde kommt in der Namensgebung von Dänemark, Norwegen und Schweden vor, jedoch wird der Name nur selten vergeben. Der Name lag in Frankreich im Jahr 1943 auf Rang 436. Seine Vergabe ist auch in Belgien und den USA nachgewiesen.

## Varianten
- Sieglind
- Siglind
- Siglinde
- Zyglinda (polnisch)
- Ségolène (französisch)

## Bekannte Namensträgerinnen
Sieglind:
- Sieglind Ellger-Rüttgardt (* 1941), deutsche Professorin für Allgemeine Rehabilitationspädagogik und Lernbehindertenpädagogik
- Sieglind Spieler (1934–2024), deutsche Schriftstellerin und Lyrikerin

Sieglinde:
- Sieglinde Ahrens (* 1936), deutsche Organistin und Hochschullehrerin
- Sieglinde Ammann (* 1946), Schweizer Weitspringerin, Diskuswerferin und Fünfkämpferin
- Sieglinde Bottesch (* 1938), deutsche Malerin, Grafikerin und Objektkünstlerin
- Sieglinde Bräuer (1942–2012), österreichische Skirennläuferin
- Sieglinde Cadusch (* 1967), Schweizer Hochspringerin
- Sieglinde Dick (Sieglinde Franzke; 1943–2003), erster weiblicher Jockey der DDR, Distanzreiterin und Schriftstellerin
- Sieglinde Ehard (1916–2008), bayerische Ministerialbeamtin
- Sieglinde Feldhofer (* 1985), österreichische Opernsängerin (Sopran)
- Sieglinde Frank (* 1937), deutsche Autorin und schwäbische Mundartdichterin
- Sieglinde Frieß (* 1959), deutsche Politikerin (Bündnis 90/Die Grünen) und Gewerkschaftsfunktionärin
- Sieglinde Gahleitner (* 1965), österreichische Juristin und Richterin am Verfassungsgerichtshof
- Sieglinde Grüll (1942–2017), österreichische Autorin
- Sieglinde Gstöhl (* 1964), liechtensteinische Hochschullehrerin
- Sieglinde Hartmann (* 1945), deutsche Germanistin
- Sieglinde Heppener (* 1934), deutsche Politikerin (SED, später SPD)
- Sieglinde Hofmann (* 1945), deutsche Terroristin (RAF)
- Sieglinde Prell (* 1953), deutsche Tischtennisspielerin
- Sieglinde Puttrich-Gurth (* 1937), deutsche  Ärztin und Politikerin
- Sieglinde Rosenberger (* 1957), österreichische Politikwissenschaftlerin
- Sieglinde Schneider (* ?), deutsche Sängerin (dramatischer Sopran)
- Sieglinde Scholz-Amoulong (* 1945), deutsche Featureautorin und Regisseurin
- Sieglinde Seele (1942–2024), deutsche Denkmalforscherin
- Sieglinde Trannacher (1961–2015), österreichische Politikerin (SPÖ)
- Sieglinde Wagner (1921–2003), österreichische Altistin
- Sieglinde Winkler (* 1966), österreichische Skirennläuferin
- Sieglinde Zehetbauer (* ?), deutsche Sängerin (Sopran)

Siglind:
- Siglind Bruhn (* 1951), deutsche Musikwissenschaftlerin und Konzertpianistin

Siglinde:
- Siglinde Bolbecher (1952–2012), österreichische Historikerin, Exilforscherin und Lyrikerin
- Siglinde Harreis-Langer (1937–2008), deutsche Journalistin und Moderatorin, siehe Sigi Harreis
- Siglinde Kallnbach (* 1956), deutsche Künstlerin
- Siglinde Porsch (1932–2013), deutsche Verbandsfunktionärin
- Siglinde Schaub (* 1940), deutsche Politikerin (PDS, Die Linke)

## Operngestalt
In Richard Wagners Oper Die Walküre ist Sieglinde die Zwillingsschwester des Siegmund und die Mutter Siegfrieds.

## Sonstiges
Sieglinde ist auch eine bekannte Kartoffelsorte.